# I diffidenti
I diffidenti (Shy People) è un film del 1987 diretto da Andrej Končalovskij.  
Fu presentato in concorso al 40º Festival di Cannes,  dove Barbara Hershey vinse il premio per la miglior interpretazione femminile.

## Trama
Diana Sullivan, fotoreporter del "Cosmopolitan Magazine", lascia il suo sofisticato attico newyorchese e parte in compagnia della ribelle figlia sedicenne Grace per la palude sul delta della Louisiana, decisa a realizzare un reportage su quel mondo di estrema povertà e isolamento, e soprattutto sulle proprie radici familiari. Una volta arrivate con molte difficoltà a destinazione, le due donne devono fare i conti con Ruth - la giovane vedova del prozio di Diana - donna rude e dispotica che ha tenuto per anni i tre figli maschi lontani dalla città, crescendoli in un clima di superstizione, stenti e sopraffazione reciproca. La convivenza riserverà piccole e grandi disavventure, più o meno incruente, fino alla finale rivelazione di che cosa sia veramente successo al marito di Ruth, figura di assente che pure aleggia minacciosa e inquietante su tutti i personaggi, come una sagoma indistinta nella nebbia della palude.

## Critica
Così il regista Končalovskij ha descritto il film: "per me è la storia di un'americana che si ritrova in Siberia. Le paludi sono la Siberia americana".